# Makhar
Pour les articles homonymes, voir Machar.

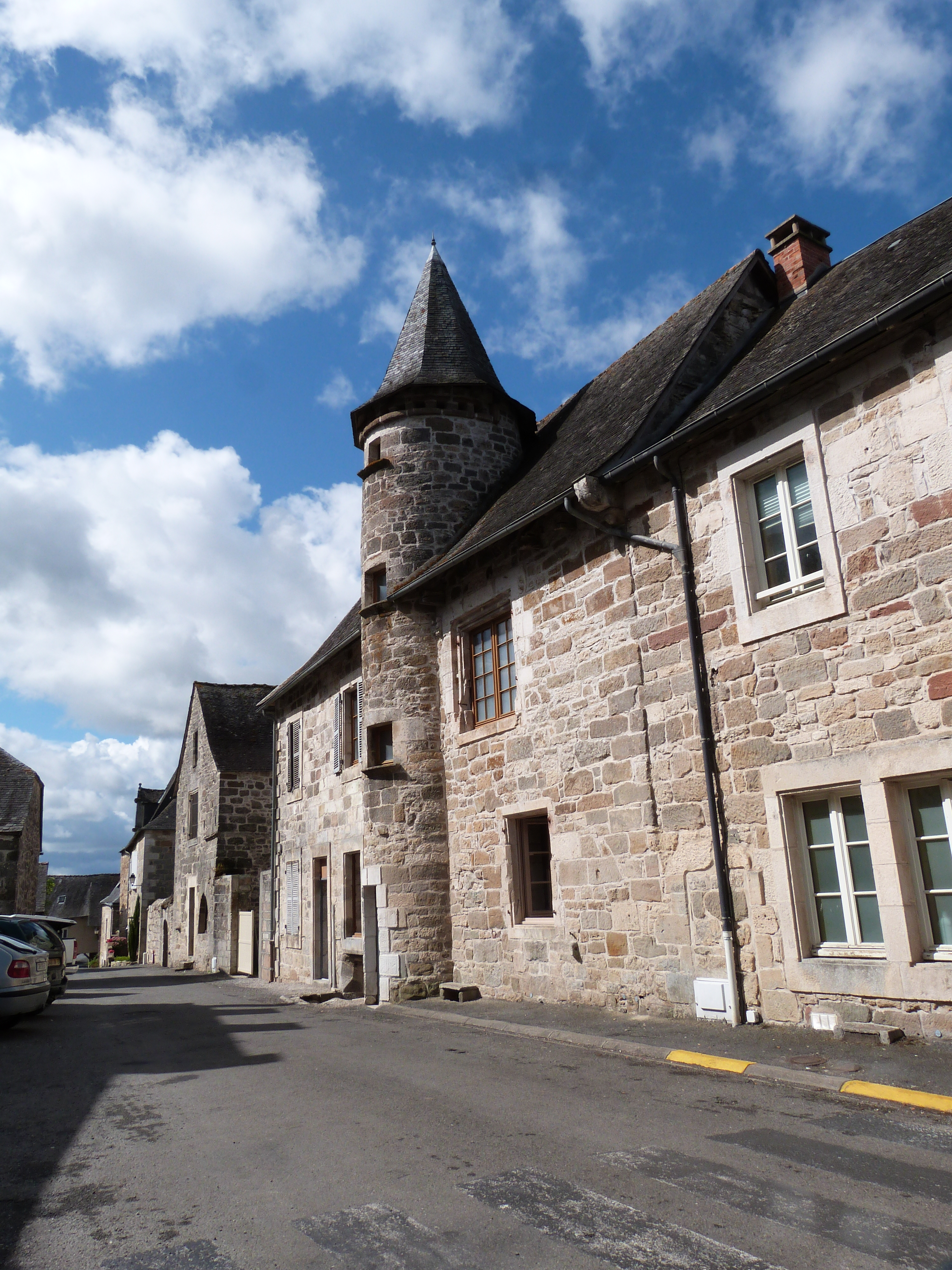
Jugeals-Nazareth en Corrèze.

Makhar, d'abord et encore souvent écrit Machar (en hébreu : מחר, /maxaʁ/, litt.  « demain »), était un kibboutz fondé en 1933 dans le village corrézien de Jugeals-Nazareth,,,, à l'initiative du Comité national de secours aux réfugiés allemands victimes du nazisme.
Il a fonctionné pendant deux ans jusqu'en 1935, en accueillant plusieurs centaines de jeunes juifs allemands et européens fuyant le nazisme, avant de les envoyer en Palestine.

## Histoire
Dans les années 1930, avec la montée du nazisme, le Comité national de secours aux réfugiés allemands victimes du nazisme décide d'aider les réfugiés juifs, et de les préparer à émigrer en Palestine. Ce comité a été fondé par le baron Robert de Rothschild, banquier et administrateur de plusieurs compagnies de chemins de fer européennes. Après un appel d'offres, il choisit le village de Jugeals-Nazareth en raison de son isolement géographique, de la richesse du sol et probablement, aussi, en raison du clin d'œil toponymique rappelant la ville biblique.
Makhar, sur une surface de 75 hectares, devient ainsi le seul kibboutz en France. Des jeunes Allemands d'abord, puis des Autrichiens pourchassés par le nazisme, des Polonais, des Hongrois, des Russes, des Tchèques, des Néerlandais et même quelques Français et Américains y sont formés à l'agriculture, à l'élevage, à la vie en communauté et connaissent une timide préparation militaire.
Les registres de la mairie gardent traces des nombreux mariages, en blanc pour la plupart, nécessaires à l'obtention d'un livret de famille permettant la circulation sur le territoire et donc l'alya.

### Règles
Les conditions de vie sont spartiates et la communauté s'autogère. Les résidents, pour la plupart âgés de dix-huit à vingt ans, issus de milieux bourgeois et cultivés, apprennent pendant 6 mois à cultiver le sol et à élever le bétail. Une instruction d'autodéfense est aussi dispensée avec des bâtons et des arcs. Ils étudient de même l'hébreu en vue de leur départ en Palestine.

### Fermeture
L'intégration dans la région est ambivalente, des liens forts se nouent avec des Corréziens mais le rejet fait aussi partie de cette cohabitation. Beaucoup voient d'un mauvais œil l'arrivée de ces jeunes, parlant une autre langue, avec des mœurs politiques et culturelles très différentes. Les témoins interrogés parleront, par exemple, du choc de voir des femmes travailler en short,.
Les contrôles se multiplient, le kibboutz est vite dans une impasse administrative car, au printemps 1935, après une campagne de presse antisémite d'extrême droite sur laquelle s'appuie le sous-préfet de Brive-la-Gaillarde (Roger Dutruch, plus tard suspendu de ses fonctions puis fusillé le 28 septembre 1944 pour collaboration et trahison après jugement par la cour martiale de Lozère), une injonction préfectorale de fermeture est prononcée. L'initiative du baron, peu soutenue par les institutions israélites de France, ferme, et les derniers résidents de Makhar émigrent au kibboutz Ayelet-Hashahar, en Galilée, alors en Palestine mandataire.

## Mémoire
Lors d'une cérémonie en présence du sous-préfet Jean-Paul Vicat, du représentant de l'ambassade de France-Israël, Ido Bromberg, des représentants de France-Israël, Jean-Michel Delpeuch, Jacques Sieckersky (dont une partie de la famille a été sauvée pendant la guerre par une famille corrézienne) et des élus, une voie a été nommée, le 5 juin 2016, « Passage du Kibboutz Makhar »,. Le village de Jugeals-Nazareth, en contact avec le mémorial de Yad Vashem en Israël a invité deux descendants des pionniers du kibboutz Makhar, qui font le voyage en 2017. Il est aussi question de créer un musée sur le site du kibboutz.